# Vincenzo Stimolo
Vincenzo Stimolo, noto anche col diminutivo Enzo (Napoli, 22 novembre 1911 – Emilia-Romagna, 28 febbraio 1945), è stato un militare, partigiano e agente segreto italiano.
Nel corso della seconda guerra mondiale si distinse come uno dei protagonisti dei combattimenti che ebbero luogo durante quelle che sono note come le quattro giornate di Napoli e che portarono alla cacciata delle truppe tedesche dalla città prima dell'arrivo delle forze alleate.
Successivamente continuò a combattere in collegamento con i servizi segreti americani, partecipando a missioni clandestine nell'Italia del Nord.
Vincenzo, figlio di Vito Stimolo, è stato tradizionalmente ritenuto capitano di artiglieria del Regio Esercito, mutilato di un braccio e reduce del fronte russo. In realtà, un'accurata ricostruzione biografica basata su documentazione di archivio ha evidenziato che Stimolo prestò effettivamente il servizio militare in artiglieria, ma come soldato scelto e non come ufficiale, e che prima dell'impegno resistenziale non fu mai operativo in zona di guerra, essendo congedato per motivi di salute e lavorando come assicuratore, né fu mutilato.

## Le quattro giornate di Napoli
Poche settimane dopo l'Armistizio di Cassibile, a seguito del disfacimento delle forze armate italiane, i tedeschi avevano occupato militarmente tutta l'Italia del centro e del Nord.
Anche Napoli aveva subito la stessa sorte, sotto il comando del colonnello Walter Scholl, il quale aveva iniziato la distruzione delle infrastrutture cittadine ed imposto ai napoletani condizioni sempre più pesanti ed infine inaccettabili che avevano provocato la reazione dei napoletani.
Preceduti da spietate esecuzioni ed arresti di cittadini e militari italiani, a partire dal 27 settembre 1943 si erano avuti sporadici attacchi ai soldati tedeschi rapidamente sfociati in una estesa rivolta popolare.
Duecento giovani, per sfuggire al reclutamento tedesco, si erano rifugiati in un podere della zona del Vomero, in contrada Pagliarone, in attesa dello sviluppo degli eventi.
Nel primo pomeriggio del 28 settembre alla fine di via Belvedere del Vomero un mezzo tedesco fu al centro di un conflitto a fuoco con i partigiani di Stimolo, che nei giorni precedenti si erano procurati le armi assaltando e saccheggiando l'armeria di Castel Sant'Elmo: questa viene considerata la scintilla che fece nascere il fuoco della rivolta nella città, come ricorda una lapide posata presso la Masseria Pagliarone.
A seguito dell'episodio furono catturati come ostaggi 47 cittadini (l'ordinanza tedesca emanata da Scholl pochi giorni prima prevedeva come rappresaglia l'esecuzione di 100 italiani per ogni tedesco ucciso) e rinchiusi nel campo sportivo "Littorio" del Vomero.
Con l'obbiettivo di liberarli Stimolo, al comando dei volontari che si erano raccolti attorno a lui, attaccò il luogo di prigionia, assediandolo sino a che il comandante tedesco, il maggiore Hugo Saggau, chiese di poter parlamentare per poter permettere l'evacuazione dei militari della Wehrmacht assediati in cambio della liberazione degli ostaggi.
Stimolo trattenne Saggau, decidendo di incontrare personalmente il comandante Scholl il quale accettò, concordando con lui l'immediato ritiro dalla città delle truppe tedesche e la liberazione di tutti i 47 ostaggi incarcerati, come effettivamente avvenne.
Il giorno dopo, il 30 settembre, le truppe tedesche abbandonarono la città insorta, precedendo di un giorno l'arrivo delle avanguardie delle truppe alleate, accolte festosamente dalla popolazione liberata.

## Le missioni speciali
Stimolo (sempre identificato con il grado di capitano o di tenente) continuò successivamente a combattere come militare del Regio esercito (nel frattempo entrato in guerra contro la Germania), partecipando con il nome di battaglia "Corvo" ad alcune missioni clandestine organizzate in stretta collaborazione con l'OSS nel Centro-Nord Italia occupato dai nazifascisti.
A seguito dell'Armistizio di Cassibile, con la nascita di nuovi rapporti di collaborazione tra i servizi segreti italiani ed alleati, fu costituita presso il Governo Badoglio una sezione di collegamento tra l'OSS (Office of Strategic Services) statunitense e il Servizio Informazioni Militare (SIM) italiano con a capo il maggiore Andre Bourgoin, un americano di origine francese.
Il SIM, tuttavia, era rimasto sempre lo stesso organismo del Governo fascista, talvolta anche con il medesimo personale per lo più di matrice fascista, e ciò in alcune situazioni portò ad esiti ambigui ed anche drammatici.
Con l'obbiettivo di costituire una rete di nuovi agenti disponibili ad operare nel Nord Italia, Bourgoin reclutò alcuni militari tra cui anche Stimolo con suo fratello Luigi distintisi per il loro valoroso comportamento durante l'insurrezione napoletana. L'impiego del personale militare italiano o di civili militarizzati, da parte degli Alleati, avvenne infatti anche attraverso le cosiddette “missioni speciali”, operazioni condotte in genere da un capo missione assieme ad un altro uomo e un radiotelegrafista, da sbarcarsi sulle coste del Nord Italia con l'obbiettivo di stabilire collegamenti con le forze partigiane locali, coordinare con loro la fornitura di armi e materiale utile, raccogliere e trasmettere via radio informazioni sulla consistenza ed i movimenti delle forze armate nazifasciste. Ad ogni missione era assegnata una denominazione in codice.

### La missioneZucca
All'inizio del 1944 il tenente di artiglieria Piero Ziccardi (Zucca, Bruno), operativo nell'ambito del 2677º Reggimento OSS–U.S. Army, fu inviato a Genova per attuare un collegamento fra il Comando Supremo e la città, con l'aiuto degli americani: obbiettivo della missione era individuare un tratto di spiaggia ligure in cui coordinare lo sbarco di uomini ed equipaggiamento per la Resistenza ligure.
Egli iniziò a tessere una rete informativa che venne consolidata con l'arrivo dei membri della missione Corvo, muniti di radiotrasmittente, sotto il nuovo comando di Tristano Luise (Dattilo).
Il gruppo clandestino subì un primo duro colpo la notte del 22 febbraio 1944, a Riva Santo Stefano, quando la polizia sorprese alcuni appartenenti all'organizzazione (tra cui Stimolo) che attendevano un sommergibile alleato che doveva sbarcare materiale.
Vi fu uno scontro a fuoco che coinvolse direttamente Stimolo, una radio fu sequestrata e fu persa una borsa piena di documenti.
Nei mesi successivi, a causa della delazione di un membro nell'organizzazione che faceva il doppio gioco, vennero scoperti ed arrestati numerosi membri della missione, tra cui gli stessi Dattilo e Zucca nell'estate del 1944, compromettendone definitivamente l'esito.

### La missioneCorvo
Poco dopo la liberazione di Napoli, Stimolo era stato inviato da Bourgoin assieme ad altri a Roma per prendere contatti con i gruppi partigiani locali, tornando alla base di Pozzuoli alla fine del mese di novembre 1943.
Successivamente era stato imbarcato nel sommergibile Axum che, nella notte tra il 4 e il 5 dicembre 1943, aveva sbarcato sulle rive tra Pesaro e Gabicce, al di sotto del Colle San Bartolo, numerosi agenti inviati da Bourgoin, destinati a varie distinte missioni nel Nord Italia. Tra di essi vi era Stimolo (Corvo), con l'obiettivo di raggiungere a Roma il fratello Luigi (Civetta) e con lui ed il radioperatore Aldo Montesi (Maria Giovanna), ricongiungersi con gli uomini della missione Zucca operativi a Genova per supportarli nel portare a termine l'incarico affidato.
Il 22 febbraio 1944 Stimolo, Luise e Montesi, scesi alla stazione ferroviaria di Sanremo, furono bloccati da militi della RSI che chiedevano di ispezionare la loro valigetta, in cui era contenuta la radiotrasmittente.
Stimolo, riuscito ad evitare la perquisizione con una scusa credibile, venne subito dopo bloccato da un individuo in borghese che richiese nuovamente di ispezionare la valigetta e che, alle risposte evasive dei cospiratori, fece l'atto di tirare fuori una rivoltella.
A quel punto Stimolo abbandonò la valigia e si diede alla fuga, inseguito dai colpi di pistola, mentre i suoi compagni furono arrestati ma successivamente rilasciati, riuscendo abilmente a liberarsi dei documenti compromettenti che avevano addosso.
Stimolo, dopo alcuni giorni di fuga braccato dalla polizia, ritornò a Genova, continuando ad operare clandestinamente. Nei mesi successivi, tuttavia, anche a causa di inadeguate precauzioni e della presenza di un infiltrato, la missione venne compromessa a causa degli arresti dei suoi membri, finché egli improvvisamente scomparve per sempre, probabilmente fucilato dai tedeschi nel 1945.

## Influenza culturale
La sua figura è stata interpretata dall'attore Gian Maria Volontè nel film "Le quattro giornate di Napoli" (1962) del regista Nanni Loy.

## Reparti militari assegnati
- 20.04.1936-30.08.1936: 7º Reggimento di Artiglieria di Armata, 10ª Batteria, in qualità di Soldato Scelto (Specializzato, Puntatore Scelto)
- 31.08.1936-24.11.1936: Ospedale Militare di Genova, Distaccamento 2ª Compagnia di Sanità, Reparto "Accertamenti Diagnostici", in qualità di Aiutante di sanità
- 01.12.1943-28.02.1945: ,  / Office of Strategic Services

## Alias utilizzati
- 18.01.1937-06.04.1937: Pietro Boschi, di fu Luigi Boschi, fornita al Comune di Canale (CN), alla Polizia di Pisa, al Carcere di Alba, al Giudice Istruttore di Alba
- 05.11.1937-06.11.1937: Nicola Pietro Romanoff, di ignoto e di Alessandra Caterina Romanoff, nato a Pietrogrado (URSS), fornito alla M.V.S.N. Confinaria di Susa, Compagnia Carabinieri Reali di Susa
- ??.07.1940-28.02.1945: Luigi Stimolo, di Vito Stimolo, nato il 17.07.1908, fornito all'INA-Assitalia
- 27.09.1943-01.10.1943: Capitano di Artiglieria Vincenzo (Enzo) Stimolo, fornito ai patrioti della zona Masseria Pagliarone, della zona Vomero, della zona Via Salvator Rosa/Piazza Giuseppe Mazzini, al Maggiore tedesco Hugo Saggau, al Colonnello tedesco Walter Scholl
- 01.10.1943-28.02.1945: Capitano di Artiglieria Enzo Luigi Stimolo, nato nel 1908 a Siracusa, fornito al Capitano francese André Bourgoin dell'OSS statunitense, alla Sezione "Calderini" del Servizio Informazioni Militare